# Krigen mod Valdemar Birgersson
Krigen mod Valdemar Birgersson var en krig der foregik 1275 til 1276, der begyndte som en disput mellem brødrene Magnus Ladelås og Valdemar Birgersson. Magnus bad den danske krone om hjælp og fik den. Nogle kilder angiver 100 mand, andre 700 og 800, men det er sikkert, at hjælpen kom fra Danmark.

## Krigen
Valdemar kom i en arvestrid med sine brødre Magnus Ladelås og Erik. Kontroversen brød ud i 1274, da Valdemar kom hjem fra pilgrimsfærd til Rom. I 1275 søgte Magnus og Erik hjælp fra den danske kong Erik Klipping. Med støtte fra den danske krone trængte de ind i Västergötland. Med hjælp af omkring 100 lejesoldater fra Danmark (nogle kilder siger 700 og andre 800, 100 fra Erik Klipping og 700 fra den dansktyske Grev Jakob af Halland). Valdemar blev besejret i slaget ved Hova den 14. juni i 1275, hvorefter han flygtede til Norge, og Magnus blev valgt som konge.